# Théoule-sur-Mer
Théoule-sur-Mer é uma comuna francesa na região administrativa da Provença-Alpes-Costa Azul, no departamento Alpes Marítimos. Estende-se por uma área de 10,49 km², com 1 296 habitantes, segundo os censos de 1999, com uma densidade de 123 hab/km².